# Vladímir Márchenko
Vladímir Márchenko (Grozni, RSFS de Rusia, 22 de septiembre de 1952) es un gimnasta artístico ruso, que compitió representado a la Unión Soviética consiguiendo ser dos veces subcampeón olímpico en 1976, en el concurso por equipos y en la prueba de suelo.

## 1974
En el Mundial de Varna 1974 gana el bronce en paralelas —tras el japonés Eizo Kenmotsu (oro) y su compatriota en el equipo soviético Nikolai Andrianov— y también plata en el concurso por equipos —tras Japón y por delante de Alemania del Este—; sus compañeros eran: Nikolai Andrianov, Edvard Mikaelian, Paata Shamugiya, Vladimir Safronov y Viktor Klimenko.

## 1976
En los JJ. OO. de Montreal gana la medalla de plata en el concurso por equipos —la Unión Soviética queda tras Japón (oro) y por delante de Alemania del Este (bronce)—; sus compañeros de equipo eran: Nikolai Andrianov, Alexander Dityatin, Gennady Krysin, Vladimir Markelov y Vladimir Tikhonov. Además también logra la plata en suelo, de nuevo tras su compatriota Nikolai Andrianov, y por delante del estadounidense Peter Kormann.